# 83360 Каталіна
83360 Каталіна (83360 Catalina) — астероїд головного поясу, відкритий 16 вересня 2001 року.
Тіссеранів параметр щодо Юпітера — 3,309.